# Serra de la Volteria
La Serra de la Volteria és una serra situada entre el municipi d'Os de Balaguer a la comarca de la Noguera i l'Aragó, amb una elevació màxima de 851 metres.